# Красноклювый славковый медосос
Красноклювый славковый медосос (лат. Ramsayornis modestus) — вид птиц из семейства медососовых. Подвидов не выделяют.

## Распространение
Обитают на Новой Гвинее, полуострове Йорк в Австралии и на некоторых островах между ними.

## Описание
Длина тела 12-13 см. Самцы и самки выглядят одинаково, но первые чуть крупнее вторых. Вес самца 11-14 г, самки — 8.5 г. Оперение сверху в основном коричневое, а снизу белое, с черновато-коричневыми пятнами на лбу и макушке, размытой темной полосой на лицевой стороне, узкой белой полосой на лице от клюва вниз и сразу за глазом, окаймленной снизу тонкой коричневой полосой. Грязно-белая область в районе подбородка и горла, заходящая выемкой вверх за кроющими ушей (в свежем оперении кроющие ушей мелко матовые с белой перемычкой). Верхняя часть крыла и надхвостье темно-коричневые, края вторичных перьев крыльев образуют размытую светлую полосу на сложенном крыле. Имеется слабая и размытая светло-коричневая перемычка на грудке, переходящая в размытые полосы по бокам. Подхвостье темно-серое, подкрылья светло-охристые с темно-серыми задним краем и кончиком. Цвет радужных оболочек насыщенный красно-коричневый, а клюв полностью грязно-розовый или с темной верхней половиной. Ноги грязно-розовые.

## Биология
Питаются в основном нектаром и насекомыми.
В кладке 1-3, обычно 2 яйца. Строят гнездо и кормят птенцов как самка, так и самец. Насиживает кладку, видимо, только самка. Гнездовым паразитизмом занимаются Cacomantis variolosus.